# Емине Мебруре Аксолей
Айше Гюнел (на турски: Emine Mebrure Aksoley) е турска просветна деятелка, боркиня за права на жените, политичка, депутат във Великото национално събрание на Турция и сенаторка.

## Биография

### Ранни години
Родена е 10 август 1902 година в македонския град Солун, тогава в Османската империя, днес в Гърция, в семейството на Халит Сезай Гюран, майор от запаса от Османската армия (1861-1922) и жена му Фатма. След Балканските война в 1912 - 1913 година, вследствие на които Солун остава в Гърция, семейството се изселва в Анадола и живее в Бандърма и Алашехир, където баща ѝ служи във войската след началото на Първата световна война.
Емине завършва начално училище в Бандърма, след което учи в Измирската девическа гимназия и в Чамлъдженската девическа гимназия в Юскудар, Царигра. Семейството се установява в Анкара, откъдето баща ѝ се включва в Турската война за независимост (1919–1922).
В 1923 година Емине се жени за Ахмет Ихсан (по-късно Аксолей) (1899–1975), който става инженер и офицер в Турската армия, и се пенсионира като бригадир. Благодарение на следването на мъжа си в чужбина, Емине живее дълго време в Германия и известно време във Франция, Англия и Унгария. По време на престоя си в Германия прави проучване на социалните институции.
След завръщането си в Турция, Емине се записва в Юридическия факултет на Анкарския университет, който завършва с отличие в 1938 година. Започва кариера като учителка, отваряйки частно начално училище в анкарския квартал Чанкая.

### Социална активистка
В 1938 година участва в програмата „Селски дела“ на анкарския проект Халкеви. На следната година работи с комитет за облекчаване на съдбата на пострадалите от Ерзинджанското земетресение. Между 1940 и 1941 година Аксолай е членка на Благотворителното дружество и служи като негов генерален секретар и заместник-председател.
Аксолей е сред основателите на Съюза на турските жени при повторното му основаване на 13 април 1949 година. Организацията е основана на 7 февруари 1924 година, но е разпусната след парламентарните избори в Турция в 1939 година, след сметнатия за задоволителен избор на 18 жени в парламента. Между 1949 и 1951 година Аксолей е председател на Съюза.

### Политик
Аксолей влиза в политиката в 1928 година като членка на Републиканската народна партия (РНП). Два мандата е депутат от Анкара - в VII (1943–1946) and the VIII парламент (1946–1950), на Велико национално събрание на Турция (ВНСТ). По време на двата си мандата участва в няколко парламентарни комисии. След като напуска парламента заема различни административни постове в РНП и продължава със социалната си активност.
В 1961 година Аксолай е назначена като представителка на РНП в Учредителното събрание, създадено от военната хунта след Преврата в Турция от 1960 година. Избрана е в Сената на републиката като депутат от Истанбул от РНП при обновяването на 1/3 от Сената след изборите за Сенат от 1964 година, и е сенатор до 1973 година. Тя е част от парламентарната делегация, която официално посещава Югославия през септември 1967 година.

### Писателка
Аксолей пише статии в защита на правата на жените и кемалистките принципи във вестника на РНП „Улус“. В 1970 година пише книга за своята 42-годишна политическа кариера в РНП, озаглавена „Някои примери от 42-те ми години в РНП“.

### Смърт
Аксолей умира на 2 март 1984 година на 81 години.